# Dmitry Vladislavovich Yefremov
Dmitry Vladislavovich Yefremov (Ulyanovsk, 1 de abril de 1995) é um futebolista profissional russo que atua como meia.

## Carreira

### Akademiya Tolyatti
Yefremov se profissionalizou no	Akademiya Tolyatti, em 2011.

### CSKA Moscou
Dmitry Yefremov se transferiu ao PFC CSKA Moscovo, em 2013. 

## Títulos
; CSKA Moscou
- Campeonato Russo: 2012-13, 2013-14, 2015-16
- Copa da Russia: 2012-2013
- Supercopa da Rússia: 2013, 2014, 2018